# Kumisz
A kumisz kancatejből erjedés útján, kész kumisz vagy erjesztőanyagok (pl. sörélesztő) hozzáadásával készült, szénsavban gazdag, édeskés alkoholos ital.

Dél-Oroszországban és Közép-Ázsia nomád népeinél ma is megszokott élvezeti cikk, tejfehér, kellemes, savanykás-édeskés és kissé csípős ízű, mivel folyamatosan erjedésben van, és szénsav fejlődik benne.

A honfoglalás előtti magyarság egyik legjellegzetesebb itala volt.

## Készítése

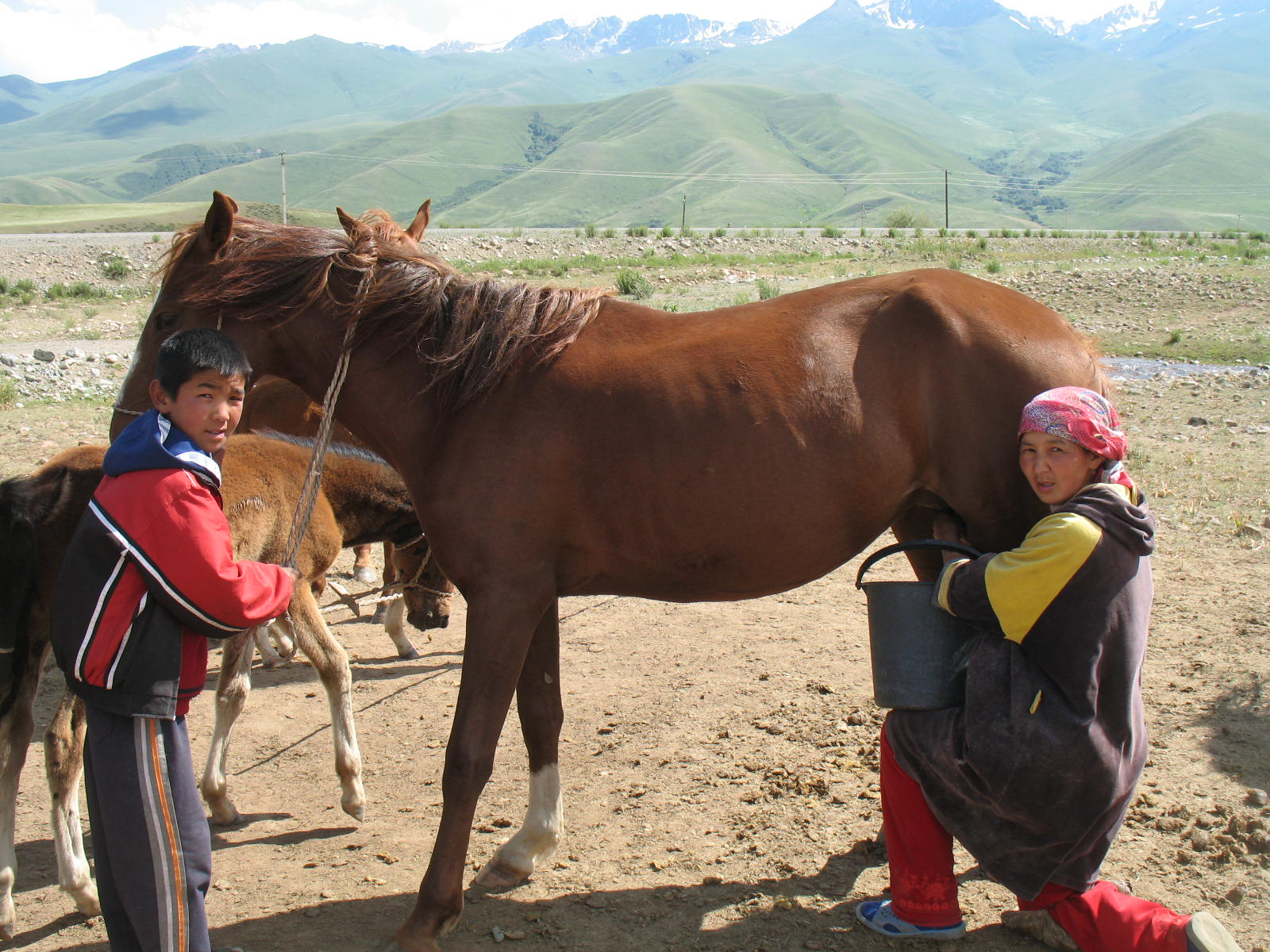
A kanca fejése

Sándor István, 18. századi magyar író a következőképp írja le a kumisz készítését, 1795-ben:
| „Minden tejet, mihelyt kifejtik, azonnal kifőzik, és miként kihűl, nagy bőredénybe töltik. Ebben az edényben még mindig az előbbeni savanyú tejből egy kis maradék találkozik, melly a frisset kevés idő alatt savanyúvá teszi… De szinte ebben álla a titok, hogy a tej a bor ízét megnyerje.” |

A művelet a lovak fejésével kezdődik. Jó esetben 3-4 liter tejet is leadhat a kanca.
A nyers tejet 10:3 arányban az oltóanyaghoz keverik, köpülik, majd legalább másfél órán keresztül mozgatják a tömlőt, hogy a kumisz jól összekeveredjen az oltóanyaggal.

Oltóanyagként korábban erjesztett kumiszt, vagy előző évben eltett, szárított, már por alakú kumiszszármazékot használnak.
Így egy nap múltán enyhén savanykás ízű fiatal vagy gyenge kumiszt kapnak. Bőrtömlőkben vagy faedényekben még egy napig erjesztik.

A tömlőket rendszerint lóbőrből vagy marhabőrből készítik. Űrtartalmuk 70-250 liter között van. A legnagyobbakat 5 ló bőréből varrják össze. A kikészített, összevarrt tömlőket további eljárásoknak vetik alá, hogy alkalmasak legyenek a kumisz tárolására.

Így erősen habzó és a gyümölcsészterekre emlékeztető szagú, gyengén alkoholos, ún. közepes erősségű kumiszt nyernek. További 3-5 napos erjesztéssel hígan folyó, savanyú ízű erős kumisz állítható elő. Az eredeti kumisz mikroflórája pálcika alakú tejsavbaktériumokból és élesztőkből áll. A kumiszra jellemző, hogy fehérjéi igen finomra eloszlott állapotúak. Íze, illata és állománya az íróéra emlékeztet. A nagy cukortartalmú lótej kierjesztésével nyert termék szabad szén-dioxidban gazdag, frissítő hatású.

## Tartalma
A kumisz általános összetétele a következő:
- víz: 87,88%
- alkohol: 1,59%
- tejsav: 1,06%
- cukor: 3,76%
- kazein: 2,83%
- zsír: 0,94%
- szabad szénsav: 0,88%

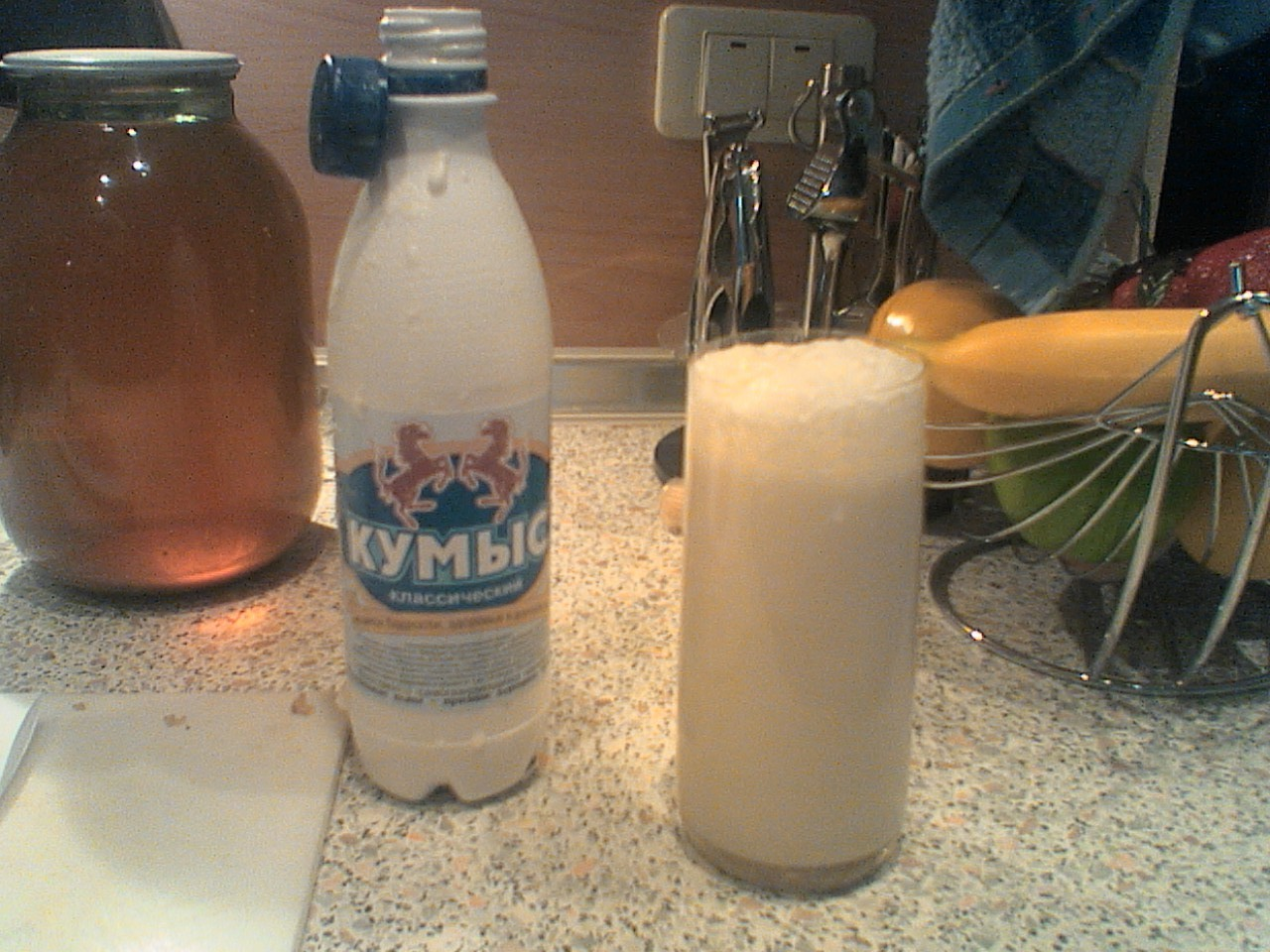
Palackozott kumisz

- szervetlen szilárd alkotórész: 1,07%

Összetétele azonban az erjedés idejétől függően változhat, ugyanis közben folyton növekszik alkohol-, tejsav- és szabadszénsav-tartalma, míg cukortartalma csökken. Az erősebb érett kumisz alkoholtartalma vetekedhet egy gyengébb boréval is.

A mongolok esetenként tejpálinkát, úgynevezett arkhit is párolnak belőle.

## Története

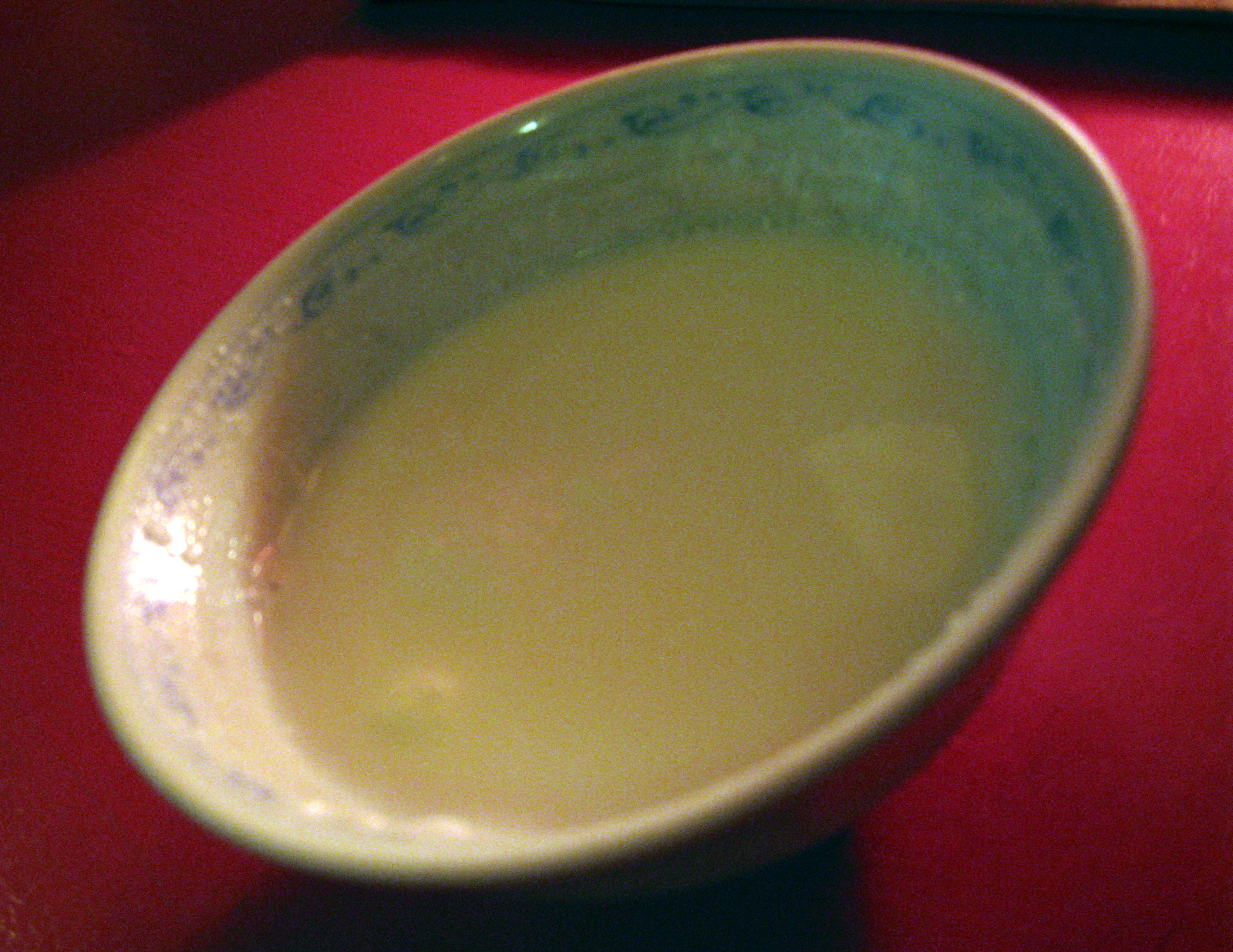
Egy tál kumisz

Hérodotosz már az 5. században tesz róla említést, a szkíták kapcsán.
A honfoglalás után a magyarság lóállománya a lovasnomád-kultúra elhagyásával jelentősen lecsökkent, így a kumisz fogyasztása is lassan eltűnt a hétköznapokból. Bár a 13. századbeli oklevelek szerint a jobbágy az udvarokba, a kolostorokba és az apátságokba a kalácsadón kívül kumiszadót is köteles volt fizetni, sőt kumisztárnokok is voltak, akik ezt az adót beszedték.
A belső-ázsiai területeken azonban máig fellelhető, népszerű ital, ma már modern körülmények között, ipari termeléssel készítik és palackozzák is.

## Fogyasztásának biológiai okai
A kumisz fogyasztásának részben biológiai okai is vannak. A belső-ázsiai és mongoloid emberek laktózérzékenységben szenvednek. (A magyar emberek egy része is máig tejcukorérzékeny.) Emiatt nyers állapotában nem fogyaszthatnának tejet, ha azonban a tejet megsavanyítják, a tej kumisz, joghurt vagy aludttej formájában már a tejérzékeny emberek számára is fogyasztható.
Másrészt a belső-ázsiai népek leggyakoribb hústápláléka a juh, amelynek húsa sok faggyút tartalmaz. Az alacsony alkoholtartalmú, hűs kumisz segít a faggyú megemésztésében.